# Động đất Quần đảo Andaman 2009
Động đất Quần đảo Andaman 2009 (tiếng Anh: 2009 Andaman Islands earthquake) là trận động đất xảy ra vào lúc 1:25 (theo giờ địa phương), ngày 11 tháng 8 năm 2009. Trận động đất có cường độ 7.5 richter, tâm chấn độ sâu khoảng 33,1 km. Không có báo cáo thiệt hại xảy ra sau động đất.